# Ringwall Burscheider Mauer

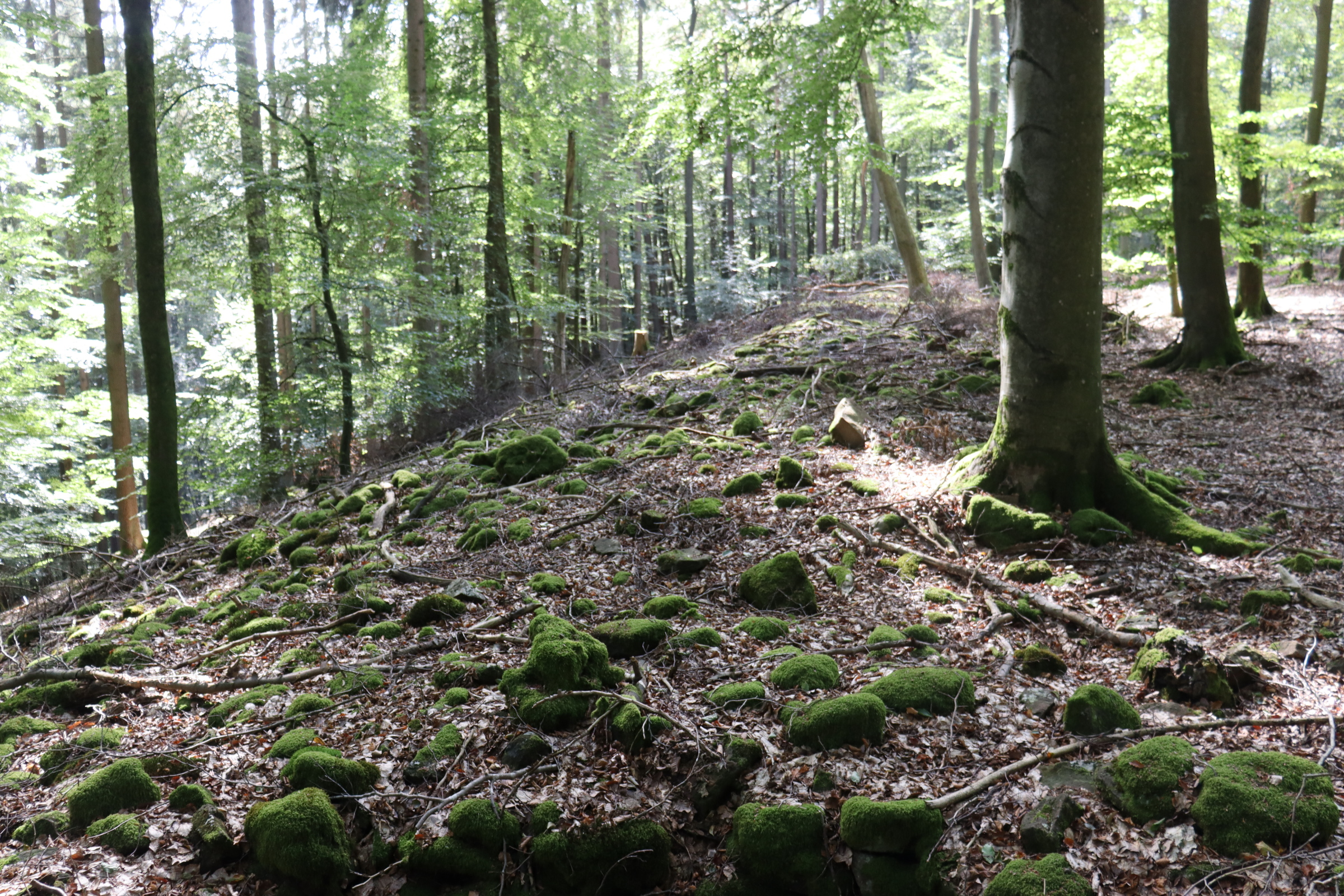
Keltischer Ringwall Burscheider Mauer bei Landscheid in der Eifel.

Der Ringwall Burscheider Mauer ist ein Ringwall, der sich 4 km nordwestlich der Eifelgemeinde Landscheid im Forst Überbüsch auf einer durch den Lauf der Kailbach gebildeten Bergzunge befindet. Die ringförmig angelegte Befestigungsanlage wurde in der Spätlatènezeit in der Murus-Gallicus-Technik errichtet. Der Nachweis dieser eingesetzten Bautechnik wurde erbracht in einem Schnitt innerhalb der Außenmauerschale einer 1,20 m breiten und 1 m hohen, sorgfältig aus Sandsteinen zusammengefügten Mauer. Dabei wurden in der Mauer in regelmäßigen Abständen die Löcher von horizontal gelegten Balken eines Holzgerüstes festgestellt. Diese keltische Bauweise ist eng verwandt mit dem Aufbau prähistorischer Pfostenschlitzmauern.

## Beschreibung
Die seitlichen Hänge zum Kailbachtal mit einem Höhenunterschied zwischen Burginnenraum und Talsohle von rund 90 m sind steil. Der stärker durch Angriffe gefährdeten Nordseite war vor dem Ringwall ein Graben von geringer Tiefe und durchschnittlicher Breite von 4 m vorgelagert. Der Wall war hier 8–9 m breit und 1,5 m hoch. Sichtbare Bebauungsspuren im Innenbereich der Anlage wurden nicht festgestellt. Geringfügige Keramikfunde (Scherben) stammten aus der Spätlatènezeit. Der Wallbereich wird in Nord-Süd-Richtung durch einen Waldweg durchquert. Besondere Beachtung fand die gefundene Toreinfahrt im westlichen Wallbereich. Hier war man von dem gängigen Prinzip der verschobenen Wallführung am Tordurchlass abgewichen. Die trapezförmige Torkammer hat an der Innenkante eine Breite von 3,5 m und an der Außenkante von 2,3 m.

## Forschungsgeschichte
Bereits in Ausgaben der Trierischen Landeszeitung von 1900 und 1905 erschienen kurze Hinweise zur „Burtscheider Mauer“. Nach einer Begehung der Anlage 1937 (lt. Ortsakte Landscheid) untersuchte 1967 Reinhard Schindler vom Landesmuseum Trier die Befestigungsanlage. Es war das erste von der Deutschen Forschungsgemeinschaft finanzierte Objekt des Trierer Forschungsprogramms für das Siedlungs- und Befestigungswesen. So konnte das 237 Ar große Areal der Anlage inklusive Maueraufbau und Toreinfahrt zwei Monate lang erforscht werden.

## Bilder

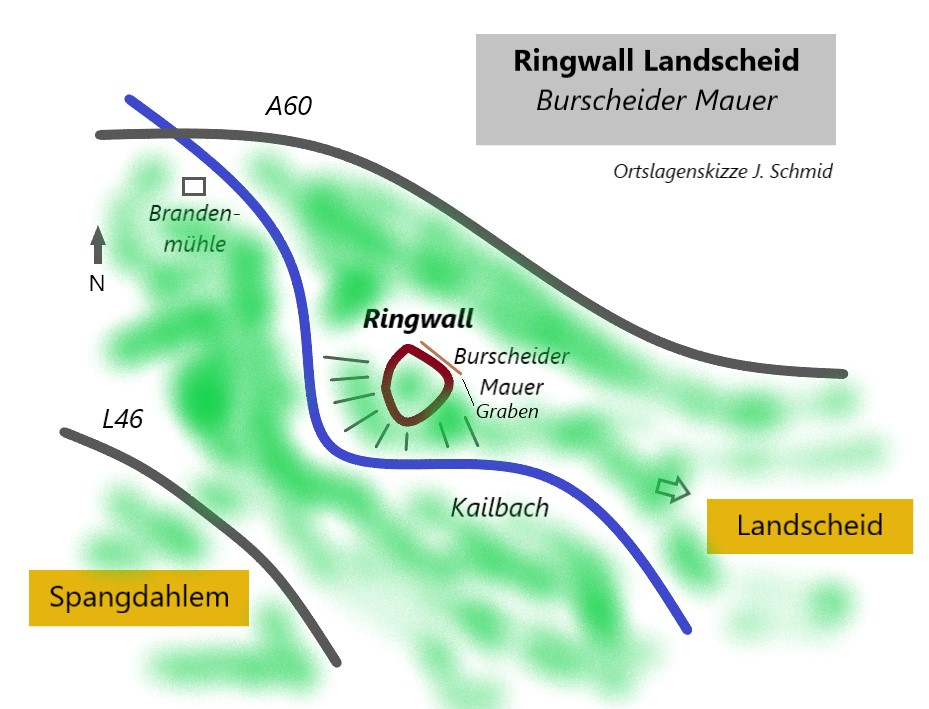
Ortslagenskizze zum Ringwall Burscheider Mauer.
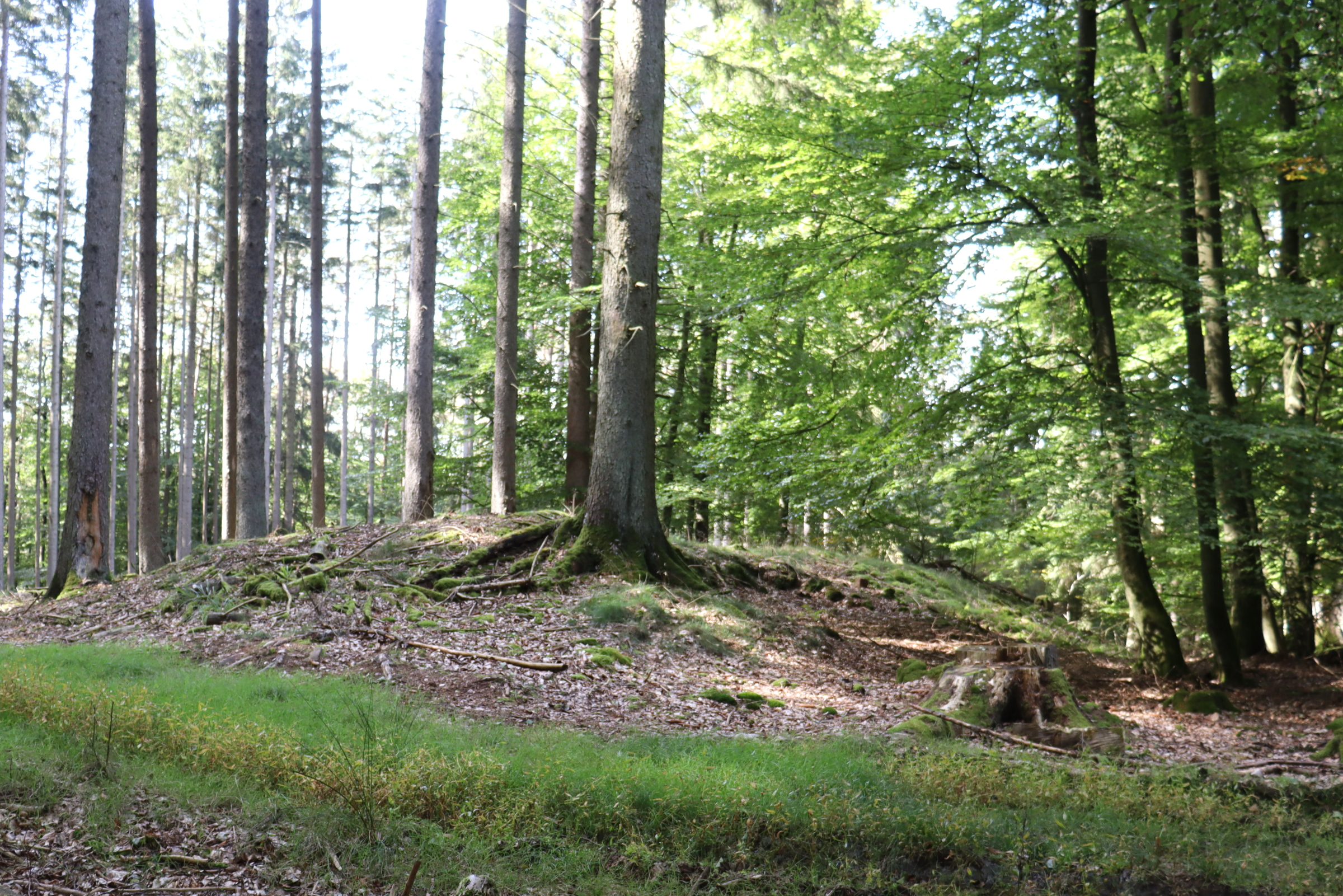
Keltischer Ringwall Burscheider Mauer bei Landscheid in der Eifel.
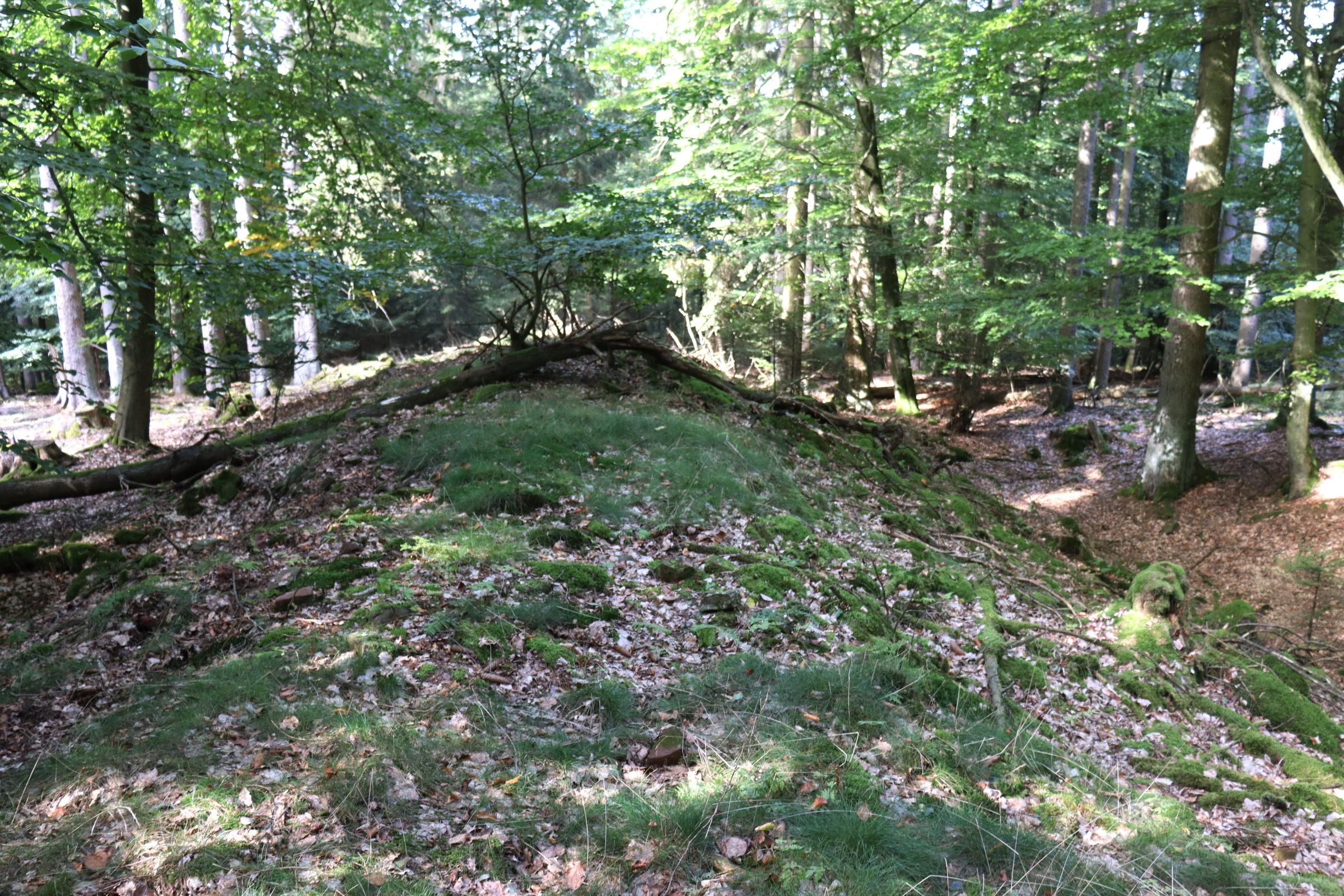
Keltischer Ringwall Burscheider Mauer. Abschnittsbereich mit vorgelagertem Graben.
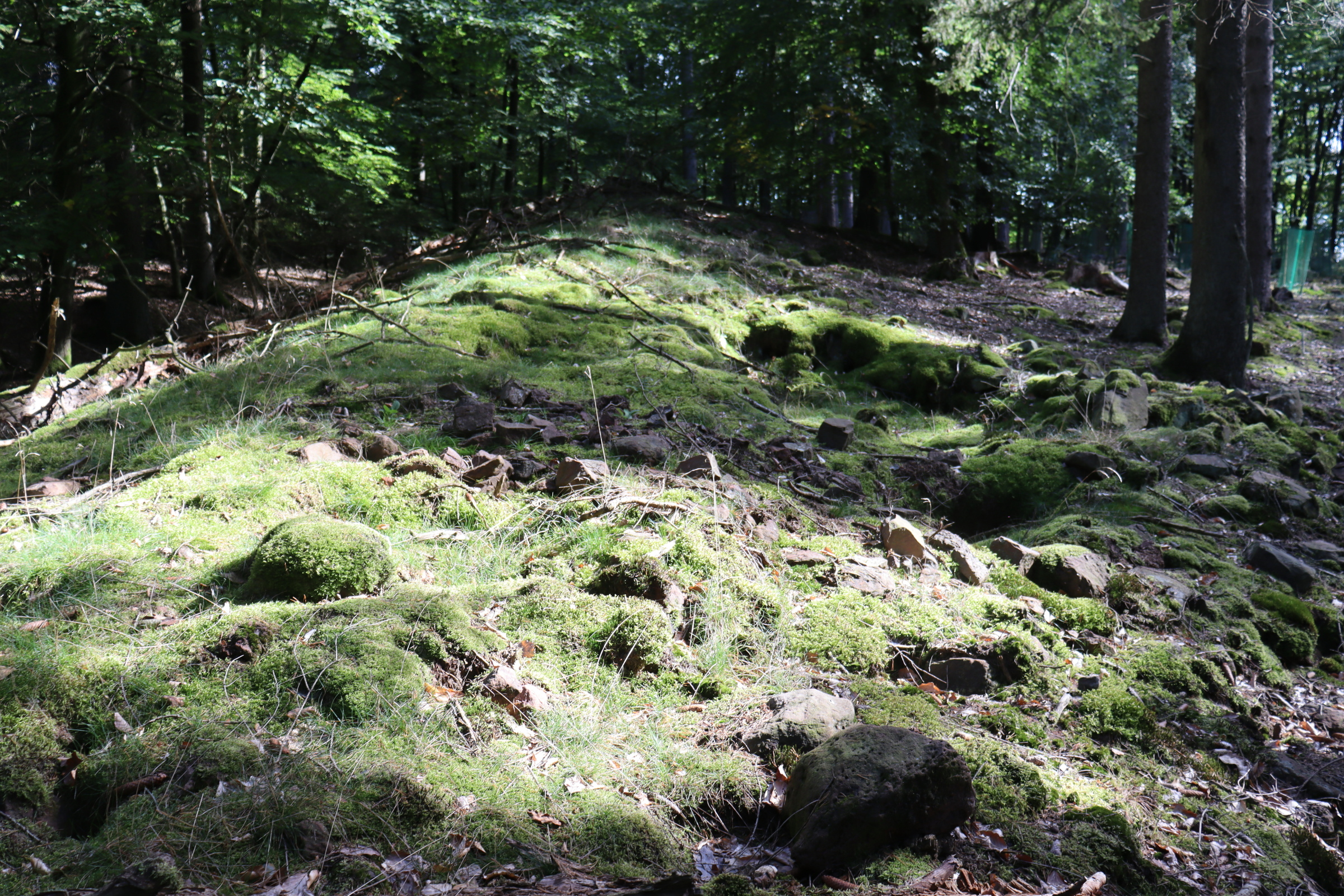
Keltischer Ringwall Burscheider Mauer. Herumliegendes Gestein der Pfostenschlitzmauer.